# Alina Lohvynenko

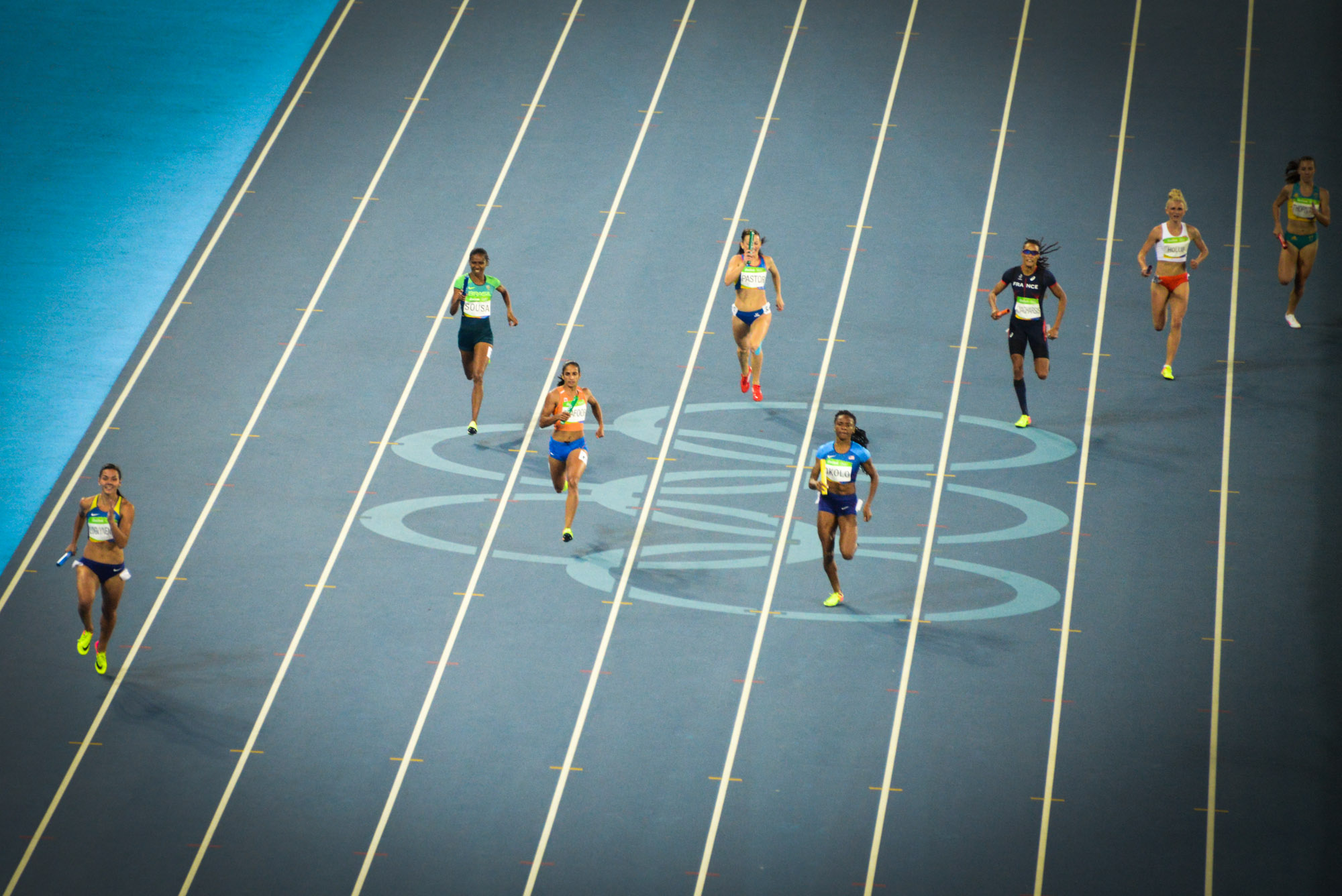
Atletismo en los Juegos Olímpicos de Verano de 2016. En la fotografía: Alina Lohvynenko, Joelma Sousa, Madiea Ghafoor, Adelina Pastor, Courtney Okolo, Phara Anacharsis, Małgorzata Hołub y Jessica Thornton.

Alina Lohvynenko (Artemivsk, 18 de julio de 1990) es una deportista de Ucrania que compite en atletismo. Ganó una medalla de bronce en los Juegos Olímpicos de Londres 2012 y una medalla de oro en el Campeonato Europeo de Atletismo de 2012, ambas en la prueba de 4 × 400 m.